# Idioma carabayo
El carabayo (o caraballo o aroje, a veces también llamado yurí) es la lengua de un grupo amazónico no contactado de Colombia que viven en una aldea con al menos tres grades casas largas cercanas al río Puré, detectadas en vuelos a baja altura.
Los pueblos bora los denominan aroje, mientras que otros grupos arawak los llaman máku o macusa, que es un término peyorativo aplicado a muchos otros grupos, además de los carabayos.

## Clasificación
Frecuentemente se ha asumido que el idioma carabayo son una facción separada de los yurí u otros pueblos cuya presencia está testimoniada en la región desde el siglo XIX. De hecho, el gobierno colombiano en sus publicaciones usa los términos "yurí", "carabayo" y "aroje" indistintantemente. Sin embargo, no está claro que el idioma carabayo sea el mismo que el idioma yurí. Así en un encuentro accidental con gentes previamente no contactadas del río Puré (tal vez de la etnia carabayo), ocurrido en 1969, sólo el 20 % de las palabras recopiladas tenían un equivalente yurí o un cognado claro (naturalmente pueden existir errores en el significado supuesto de las palabras dadas las características del encuentro). Si se toma como correcto ese contaje del 20 % de cognados, entonces no puede hablarse de la misma lengua sino sólo de una lengua lejanamene emparentada con el yurí. Además la lista de 199 palabras compilada ha sido publicada, ni examinada por otros lingüistas lo cual complica todavía más posibilidad de verificar el parentesco.
Para Roberto Franco, aun cuando ya había indicios históricos y geográficos que indicaban la identidad entre carabayos y yurís, se tiene certeza al respecto debido al estudio lingüístico comparativo realizado por Juan Álvaro Echeverri, con el apoyo de Frank Seifart. Para Goulard y Maria Emilia Rodríguez, las correspondencias entre yurí y tikuna permiten rastrear la continuidad de los procesos de la variación dialectal de tierra firme y riberas. Mientras la lengua de los llamados carabayo, a pesar de  está muy mal documentada, igual que el vocabulario yurí conocido, se relacionan fácilmente con la lengua tikuna.
En 2014 Seifat y Echeverri presentaron evidencias que sugieren que los llamados carabayo, que vive en aislamiento voluntario en la región amazónica colombiana, hablan "una lengua relacionada con el yurí y también con el tikuna, es decir, que son -directos o indirectos- descendientes de los yurís que viajeros como Martius, Spix, Wallace y Natterer se encontraron en el siglo XIX".

## Vocabulario
Vocabulario del idioma carabayo:
| Número | Caraballo (Berchmans 1969) | Traducción en español (Berchmans 1969)                                                 | Cognado en tikuna (Montes) | Traducción en español (Montes)              |
| ------ | -------------------------- | -------------------------------------------------------------------------------------- | -------------------------- | ------------------------------------------- |
| 1.     | alo                        | venga                                                                                  | níà na-ṹ                   | ¡ven acá!                                   |
| 2.     | gudda                      | espera                                                                                 | na-ngé-eḗ                  | ¡espera!                                    |
| 3.     | amá                        | siga                                                                                   | daunaí                     | sube (entra a mi casa)                      |
| 4.     | jono                       | muchacho                                                                               | bü :kü, yátü               | niño, hombre                                |
| 5.     | pama                       | allá-mira                                                                              | páàmà                      | ¡rápido, apura!                             |
| 6.     | chaumeni                   | bueno-bonito gusta                                                                     | chò-ü̃ na-mè: niī́           | me gusta (lit. a mí es bueno)               |
| 7.     | ao                         | los niños para llamar a los papás                                                      | oí pa-õ                    | abuelo marca afectiva                       |
| 8.     | nya nauué                  | dame, presta, muestra                                                                  | níà na-üü-é                | ¡vamos! coge, agarra                        |
| 9.     | cariba                     | blanco                                                                                 | korí                       | Karíwa (Tupí); blanco (¿caribe?)            |
| 10.    | nya                        | fuera                                                                                  | níà                        | ¡vamos! (invitación)                        |
| 11.    | agó                        | traer                                                                                  | na-ngé                     | traer, llevar                               |
| 12.    | chaunove                   | caliéntame (al hijo para que metiera la mano en la candela y se la aplicara al cuerpo) | chò-ü̃ na-nai-eḗ            | él me hace calentar                         |
| 13.    | aua                        | llamando al niño                                                                       | níà na-u                   | ¡ven acá!                                   |
| 14.    | jaco                       | muerde                                                                                 | ngokù                      | morder                                      |
| 15.    | xàma                       | basta- Ya                                                                              | tàmà                       | no (respuesta)                              |
| 16.    | gu                         | sí                                                                                     | ngü̃ü̃                       | sí, afirmación                              |
| 17.    | ñe                         | no                                                                                     | tàmà, taù                  | no, negación                                |
| 18.    | dimene                     | mata                                                                                   | na-mà                      | él mata-aplasta                             |
| 19.    | pinê                       | camarón                                                                                | enü                        | camarón                                     |
| 20.    | pinê go                    | traer camarón                                                                          | enü na-ngé                 |                                             |
| 21.    | erê anne anne              | sin traducción                                                                         | erü...                     | porque (conector)?                          |
| 22.    | arê che o neko             | sin traducción                                                                         |                            |                                             |
| 23.    | enêênêênna picju           | sin traducción                                                                         | peyü                       | ¿surba?                                     |
| 24.    | widayareu                  | sin traducción                                                                         | yare yari                  | ¿personaje mítico? ¿pichico?                |
| 25.    | bayaneku                   | sin traducción                                                                         | bai-ànè-kü                 | ¿inundación, creciente, tiempo de invierno? |
| 26.    | añé ui conê                | sin traducción                                                                         | ... ui kù-ngè              | ¿...fariña trajiste?                        |
| 27.    | ekonenko                   | sin traducción                                                                         |                            |                                             |
| 28.    | etamenita                  | sin traducción                                                                         | ẽ:tá                       | ¿estrella, cosa que brilla?                 |
| 29.    | chauiba chutaiba           | sin traducción                                                                         |                            |                                             |
| 30.    | nenerigu                   | sin traducción                                                                         | ñáà narü gü                | ¿así dijo él?                               |
| 31.    | añé uicarê                 | sin traducción                                                                         | aina ui                    | ¿veneno? ¿fariña?                           |
| 32.    | yua neconê                 | sin traducción                                                                         | yue                        | ¿muerto?                                    |